# Larks' Tongues in Aspic
Larks' Tongues in Aspic (ang. Škrjančevi jeziki v žolču) je peti album progresivne rock skupine King Crimson. Je debitantski album tretje »reinkarnacije« skupine; na njem so delali kitarist Robert Fripp (edini stari član skupine), John Wetton (vokal, bas kitara), David Cross (violina, melotron), Jamie Muir (tolkala, bobni) in bobnar Bill Bruford. V rock in heavy metal glasbo so vkombinirali zvoke violine in eksotičnih tolkal. Naslov si je izmislil bobnar Jamie Muir, ko je skušal opisati glasbo, ki je bila »krhka« in »grenka«.
Album se začne z dolgo eksperimentalno skladbo, naslovljeno »Larks' Tongues in Aspic, Part One«. Za njo se zvrstijo tri skladbe, ki vključujejo vokal (»Book of Saturday«, »Exiles«, »Easy Money«), sledita pa jim še dve instrumentalni (»The Talking Drum« in »Larks' Tongues in Aspic, Part Two«). Na slednji in prvo skladbo je močno vplival jazz rock in fusion, zvok pa se zelo približa tudi heavy metalu. Na jezno razpoloženje na albumu naj bi zelo vplivala tudi glasba Béle Bartóka.

## Seznam pesmi
1. »Larks' Tongues in Aspic, Part One« (D. Cross/R. Fripp/J. Wetton/B. Bruford/J. Muir) – 13:36
2. »Book of Saturday« (R. Fripp/J. Wetton/R. Palmer-James) – 2:49
3. »Exiles« (D. Cross/R. Fripp/R. Palmer-James) – 7:40
4. »Easy Money« (R. Fripp/J. Wetton/R. Palmer-James) – 7:54
5. »The Talking Drum« (D. Cross/R. Fripp/J. Wetton/B. Bruford/J. Muir) – 7:26
6. »Larks' Tongues in Aspic, Part Two« (R. Fripp) – 7:12

## Zasedba
- David Cross - violina, viola, melotron
- Robert Fripp - kitara, melotron, razni pripomočki
- John Wetton - bas kitara, vokal)
- Bill Bruford - bobni
- Jamie Muir - tolkala, razni pripomočki